# Т-411 Аист
Т-411 Аист — лёгкий многоцелевой самолёт.

## Описание
Разработан в АО «Хруничев Авиатехника» (Россия) в соответствии с нормами JAR-VLA (англ. Joint Aviation Requirements for Very Light Aircraft). Самолёт совершил первый полёт в 1997 году. Аэродинамическая схема самолёта представляет собой однодвигательный моноплан. Конструкция самолёта состоит из каркаса, сваренного из стальных труб (хромомолибденовая сталь 4130). Обшивка выполнена из набора профилей — Д16Т (закалённый и естественно состаренный сплав алюминия с магнием и медью).
Самолёт отличается простотой управления и может эксплуатироваться на незначительных по размерам взлётно-посадочных площадках.

## Модификации
Выпускается в пяти модификациях. Базовый вариант Т-411 «Аист». Базовый вариант Т-421 с двигателем Lycoming TIO-550. Гидровариант Т-411В. Сельскохозяйственный Т-411СХ. Сельскохозяйственный Т-411A с двигателем Lycoming TIO-550.
Продавался в США в виде кит-наборов для самостоятельной сборки под маркой «Washington T-411 Wolverine» и «Aeroprogress T-411 Wolverine».
В 2001 году продвижение модели в Северной Америке (в виде комплекта) перешло к Sherpa Aircraft Manufacturing, кит-наборы для самостоятельной сборки в дальнейшем продавались как «Sherpa T-411» (гидроплан) и «Sherpa К-200», а также «Sherpa C-400» с двигателем Lycoming TIO-720

## Характеристики
- Модификация Т-411
- Размах крыла, м 13.02
- Длина самолёта, м 9.45
- Высота самолёта, м 2.60
- Площадь крыла, м² 24.30
- Масса, кг
  - пустого самолёта 1200
  - максимальная взлетная 1600
  - топлива 150
- Тип двигателя 1 ПД М-14Х
- Мощность, л.с. 1 × 360
- Максимальная скорость, км/ч 240
- Крейсерская скорость, км/ч 204
- Практическая дальность, км 250—550
- Практический потолок, м 3000
- Экипаж, чел 1—2
- Полезная нагрузка: до 4 пассажиров или 360 кг груза